# Opel 4 PS
Pour les articles homonymes, voir Rainette (homonymie).
L'Opel 4 PS, plus connue sous le nom d'Opel Rainette, était une gamme de voiture particulières du constructeur allemand Adam Opel KG (AG à partir de 1929), produites à Rüsselsheim am Main entre mai 1924 et juin 1931. Dans l'industrie automobile allemande, la production à la chaîne a commencé en 1924 avec l'Opel 4 PS, et environ un an plus tard, la Hanomag 2/10 PS est devenue la prochaine «voiture produite à la chaîne» en Allemagne.

## Description
L'Opel 4 PS, également appelée Opel 4/12 PS, le modèle de base, fut la première automobile construite sur une chaîne de montage en Allemagne et fut produite jusqu'en 1926. La désignation «4/12 PS» a été influencée par le projet de taxe sur les véhicules à moteur. Avec 4 chevaux fiscaux, la voiture avait initialement une puissance moteur de 12 chevaux. Comparée à de nombreuses automobiles courantes à l’époque, elle était petite et verte au lieu d’être grande et noire et elle était donc communément appelée «Rainette». Le modèle précédent, l'Opel 4/8 PS, aussi connu sous le nom de Voiture du Docteur, a également reçu un nom populaire, qui parlait également aux clients de ces voitures,,,.
En mai 1924, la première Opel 4/12 PS sort des chaînes de montage. Le moteur d'un litre avait initialement 950 cm³ (plus tard 1 020 cm³) avec un alésage de cylindre de 58 mm (plus tard 60 mm) et une course de 90 mm. Il portait la voiture à une vitesse de pointe de 60 km/h. D'autres «Rainette» étaient les 4/14 PS entre 1924 et 1925, 4/16 PS entre 1925 et 1926, 4/16 (4/18) PS entre 1926 et 1930 et 4/20 PS, également appelée «1 litre», entre 1929 et 1931. À partir d'octobre 1929, le Vehicle Identification Number (VIN) était gravé sur le châssis de véhicule. Auparavant, il était courant de déterminer le VIN des véhicules en fonction de leur numéro de moteur. Après un total de 119 484 voitures de toutes versions, la successeur, l'Opel 1,2 L, la prédécesseur de l'Opel P4 et de l'Opel Kadett, est arrivée sur le marché en juillet 1931,,.
La production en chaîne, comme cela était répandu depuis longtemps dans la production automobile américaine, de l’Opel Rainette est considérée comme la naissance de la «voiture du petit homme» en Allemagne et fut en même temps le salut d’Opel, où l'usine a été fermée en 1923 et convertie en production à la chaîne en raison des difficultés d'approvisionnement de l'occupation de la Ruhr et de l'hyperinflation de la république de Weimar. La «voiture pour tous» coûtait 4 500 Rentenmark après le début de la production. Bien que peu coûteuse par rapport aux autres automobiles, cela restait l’équivalent d’une maison. Après 100 000 exemplaires vendus, la version simple de l'Opel était disponible à partir de 1 800 Reichsmark en 1930. En raison de la Grande Dépression, le marché automobile était alors problématique pour de nombreux clients et constructeurs. Il est donc difficile d'évaluer le nombre de véhicules vendus. Opel revendiquait une part de marché de 44 pour cent en 1928 et fut rachetée par General Motors en 1929, ce qui assura la poursuite de la production,,.
Les prix de l'Opel Rainette, en baisse constante depuis 1924, ont ensuite été soulignés dans la presse comme un succès particulier. Cependant, les coûts d'entretien, d'exploitation et de remplacement d'une Opel Rainette avec un kilométrage annuel de 20 000 km s'élevaient à un montant calculé de 4 131 Reichsmarks en 1939. En règle générale, le coût du véhicule la première année était égal au prix d'un véhicule neuf. La Rainette était populaire sur le marché automobile et était essentiellement l’une des premières «voitures du peuple»; Elle était considérée comme une petite voiture à la limite des familiales routière de l'époque,.
La première voiture au monde propulsée par fusée, l'Opel RAK1, a été créée en 1928 sur la base de la «Rainette» et est considérée comme un succès dans le sport automobile.

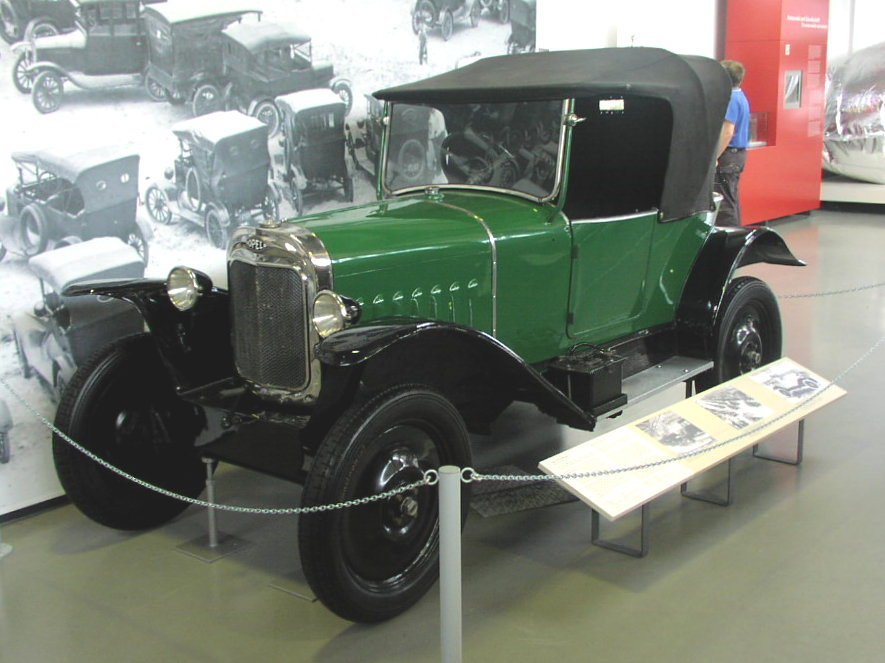
Opel Rainette, vue avant gauche
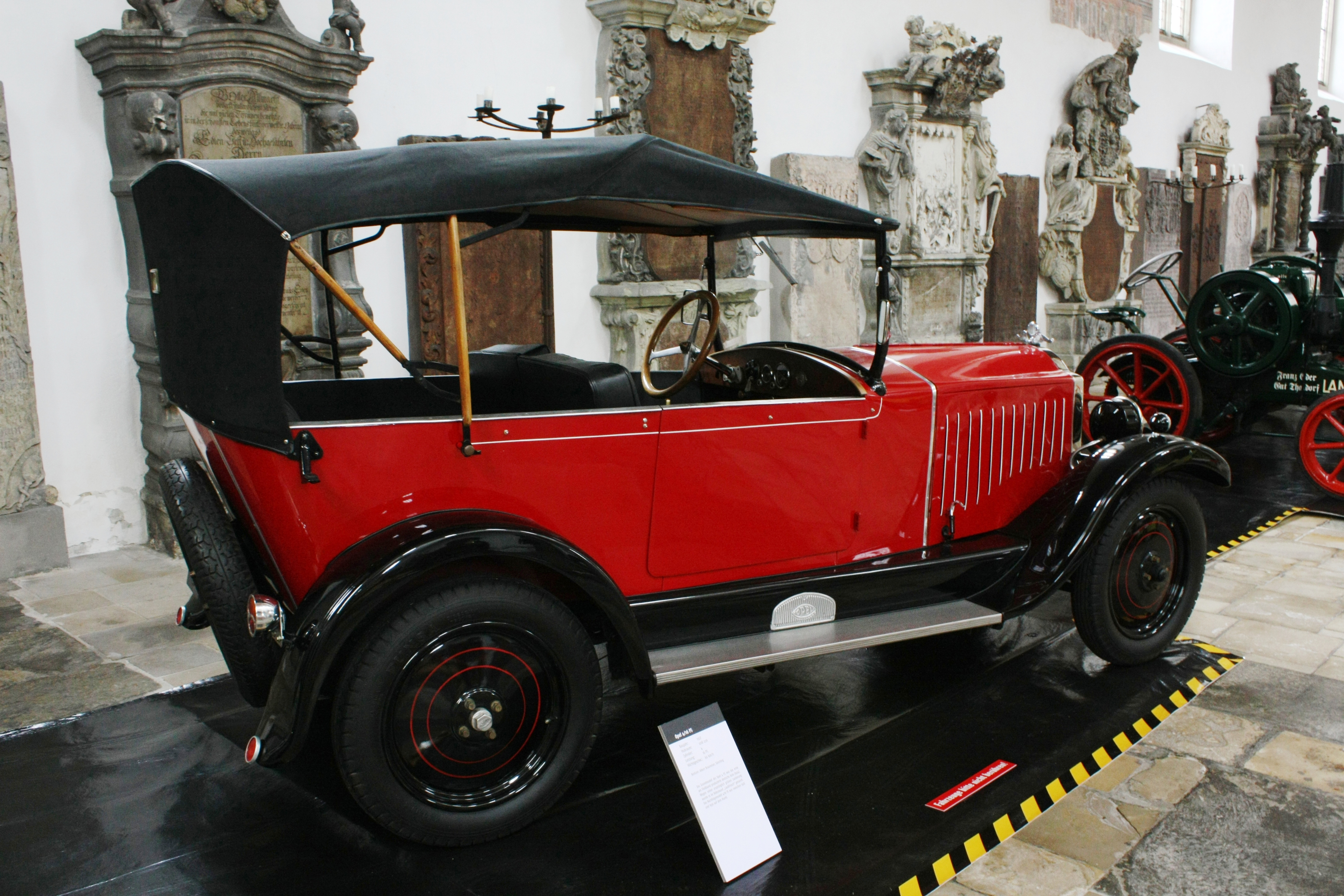
Opel Rainette, avec un arrière du véhicule lisse
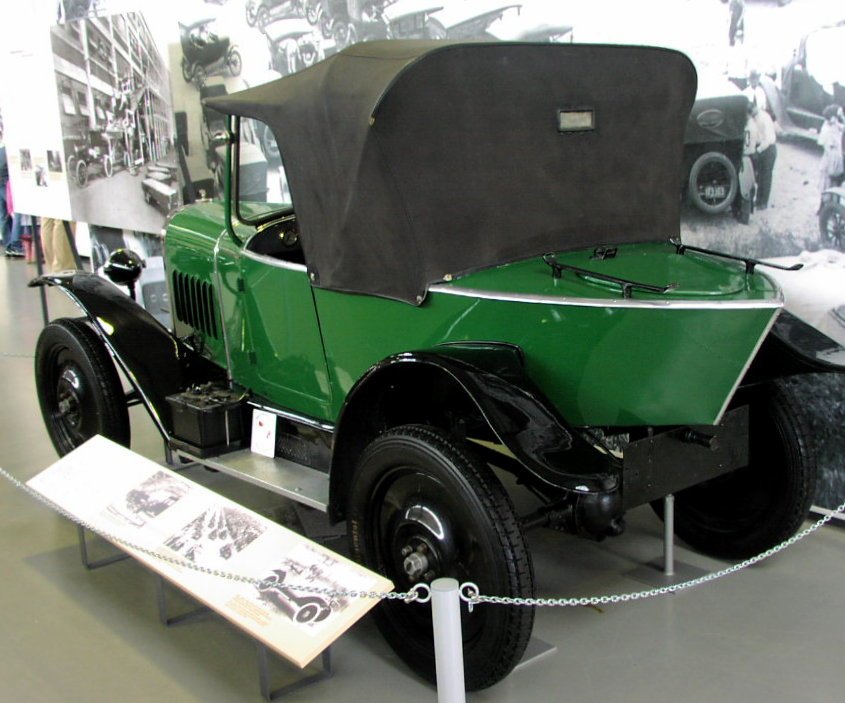
Opel Rainette, l'arrière du véhicule en forme de bateau est clairement visible

## Variantes de carrosserie
En tant que variante de carrosserie, Opel ne proposait pour la 4/12 PS de 1924 qu'un biplace ouvert avec ce que l'on appelle une «queue de bateau» et un toit en toile. Dans les derniers modèles de Rainette, les dimensions du véhicule ont légèrement augmenté et des améliorations techniques et d'autres variantes ont été apportées,:
- Biplace avec performances de base : modèle ouvert de 1924 avec queue de bateau pointue (arrière arrondi à partir de 1926)
- Biplace de luxe : modèle ouvert avec arrière modifié (à partir de 1925)
- Trois places : véhicule ouvert à 3 places (à partir de novembre 1924)
- Quatre places : véhicule ouvert à 4 places (à partir de 1925)
- Berline : véhicule fermé à trois (à partir de novembre 1924) ou quatre (à partir de 1925) places
- Camion de livraison : véhicule fermé avec porte à l'arrière (à partir de novembre 1924)

## Procès pour plagiat de Citroën

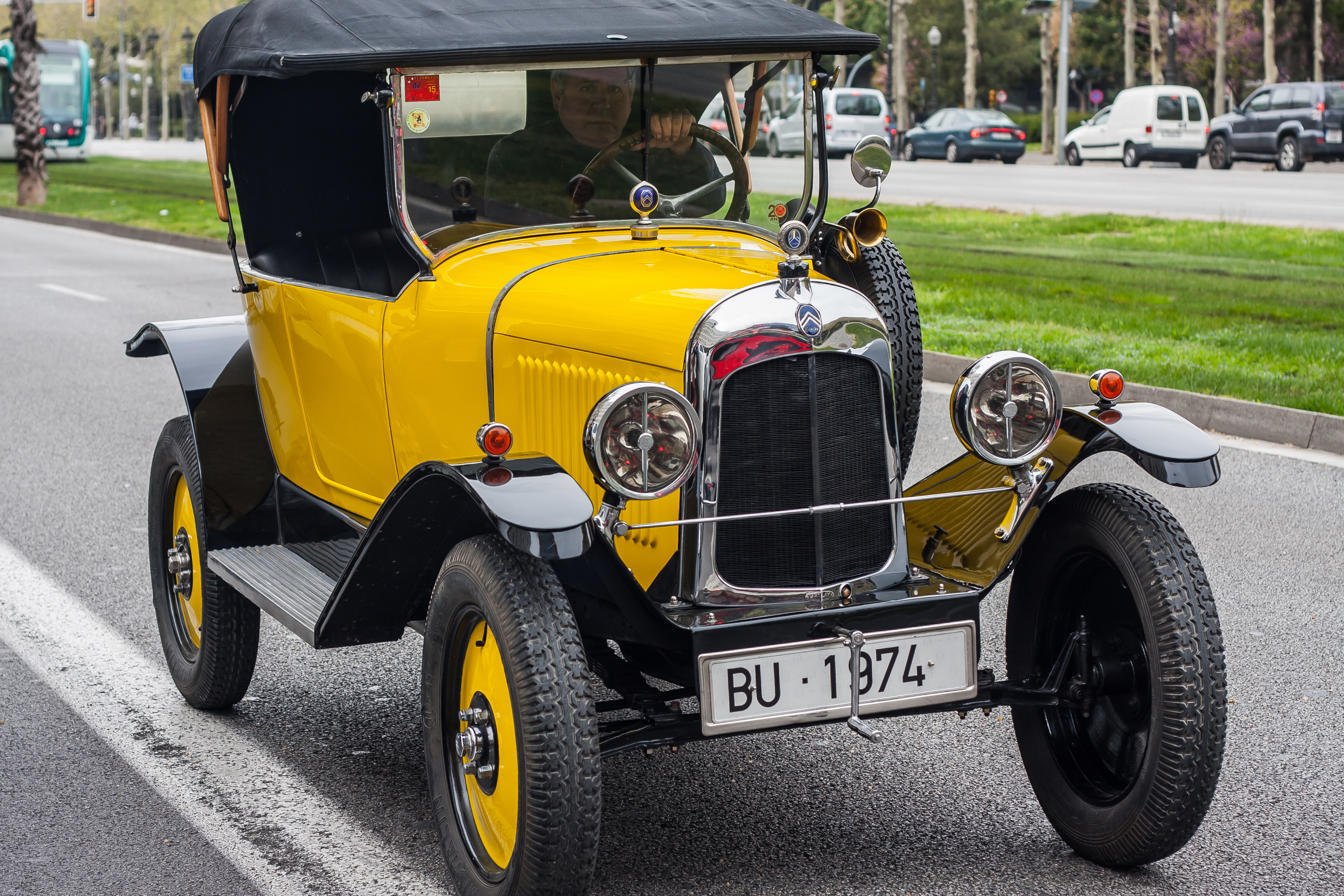
Un véhicule appartenant aux plaignants : une Citroën Type C 5 HP en jaune

Citroën considérait la Rainette comme un plagiat de la Citroën 5 CV ou 5 HP française. Dans le procès intenté par Citroën à l'époque, le procès a été rejeté par les tribunaux en raison de plusieurs différences dans les détails des véhicules. Le changement extérieur le plus visible était la peinture verte - Citroën a peint la voiture en jaune citron. En 1924 et 1925, quatre fois plus d'Opel 4 PS furent vendues que de Citroën Type C en Allemagne. La production de la Citroën 5 CV s'arrêta début 1926.
Le processus de plagiat sert en partie à tenter d’interpréter l’expression «La même en vert». Au musée automobile d'Aspang à Aspang-Markt en Basse-Autriche, une Opel de 1927 et une Citroën de 1922 sont exposées à des fins de comparaison.